# Стадіо Діно Мануцці
«Стадіо Діно Мануцці» (італ. Stadio Dino Manuzzi) — футбольний стадіон у місті Чезена, Італія, домашня арена футбольного клубу «Чезена».

## Історія
Стадіон відкритий у 1957 році, але на той час на трибунах не було місць, лише дві тераси. У 1973 році, коли «Чезена» вийшла до Серії А, стадіон значно розширився і міг вмістити 30 000 глядачів. У цій версії стадіону, найбільша кількість відвідувачів була зафіксована 10 лютого 1974 року, коли 35 991 людина спостерігала, як «Чезена» перемогла «Мілан». Стадіон називався «Ла Фйоріта» (італ. La Fiorita) з часу його будівництва до 1982 року, коли він став називатися на честь померлого президента «Чезени» Діно Мануцці, який був головою клубу з 1964 по 1980 рік.
У 1988 році стадіон пройшов повну реструктуризацію, всі існуючі трибуни були зруйновані, а потім відновлені. Нова місткість арени зменшилась до 23,860 глядачів.
На арені проходили матчі чемпіонат Європи серед жінок 1993 року, включно з фіналом, а також молодіжний чемпіонат Європи 2019 року, перед яким арену вкотре реконструювали.

## Галерея

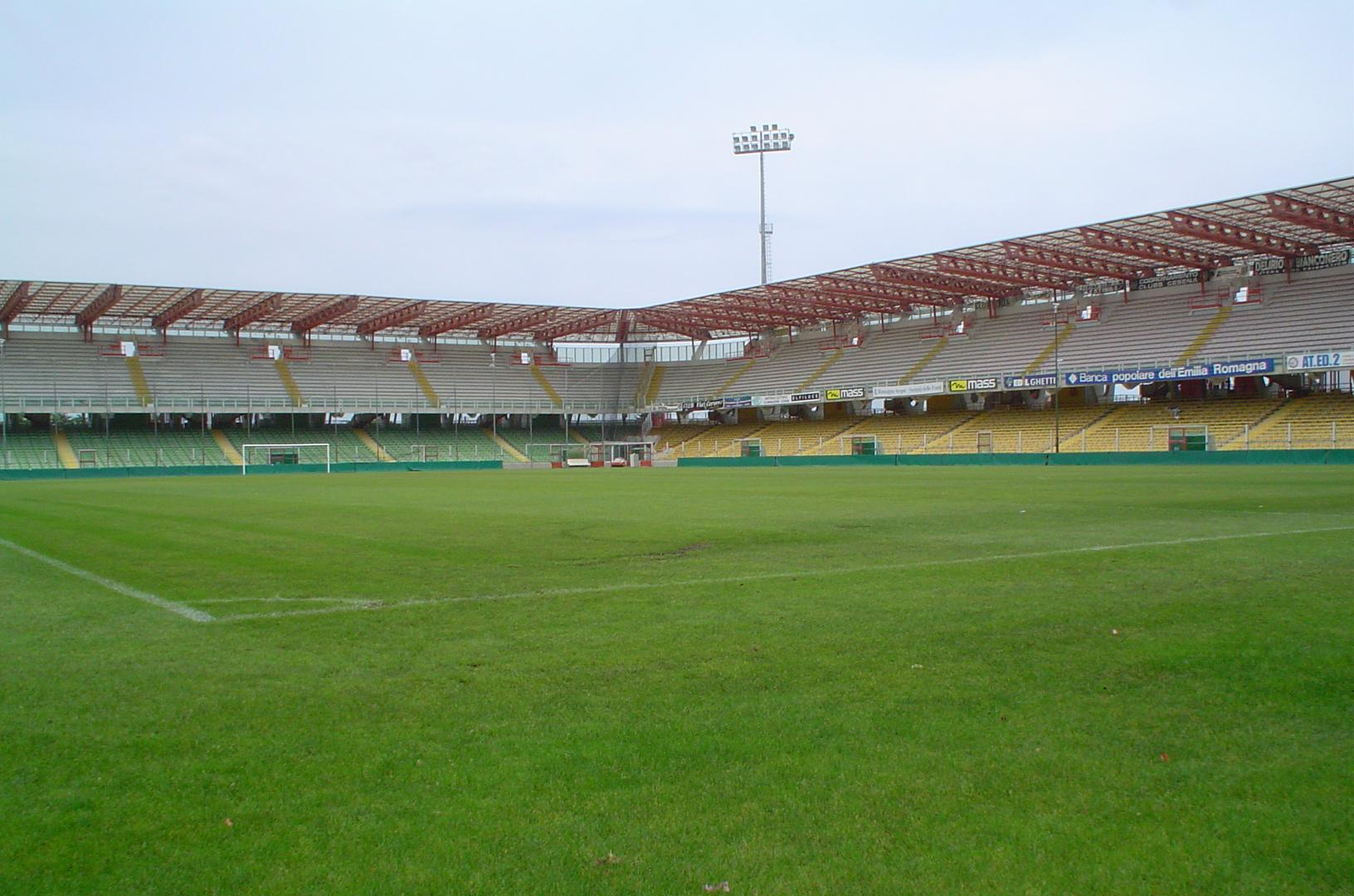
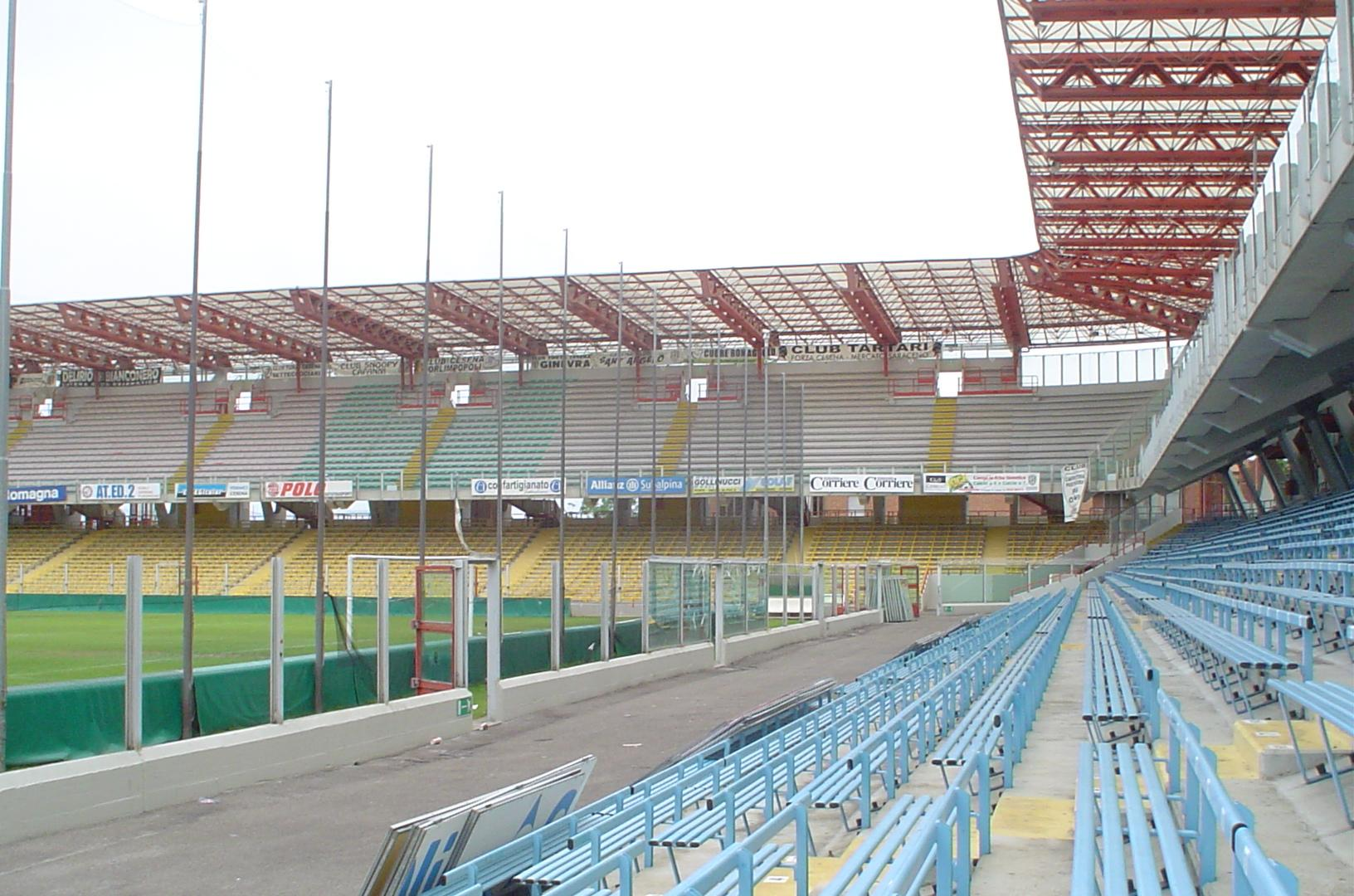
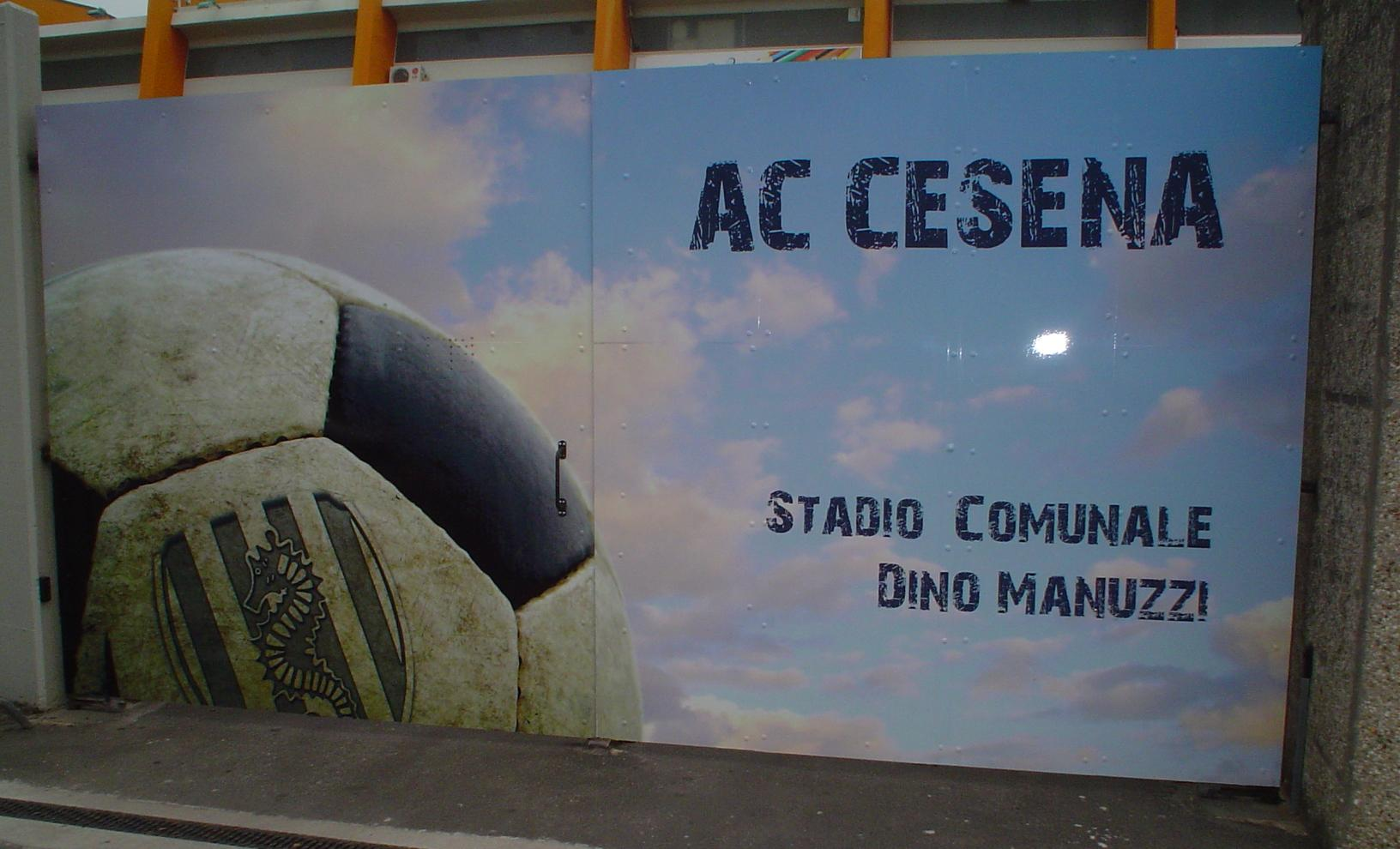
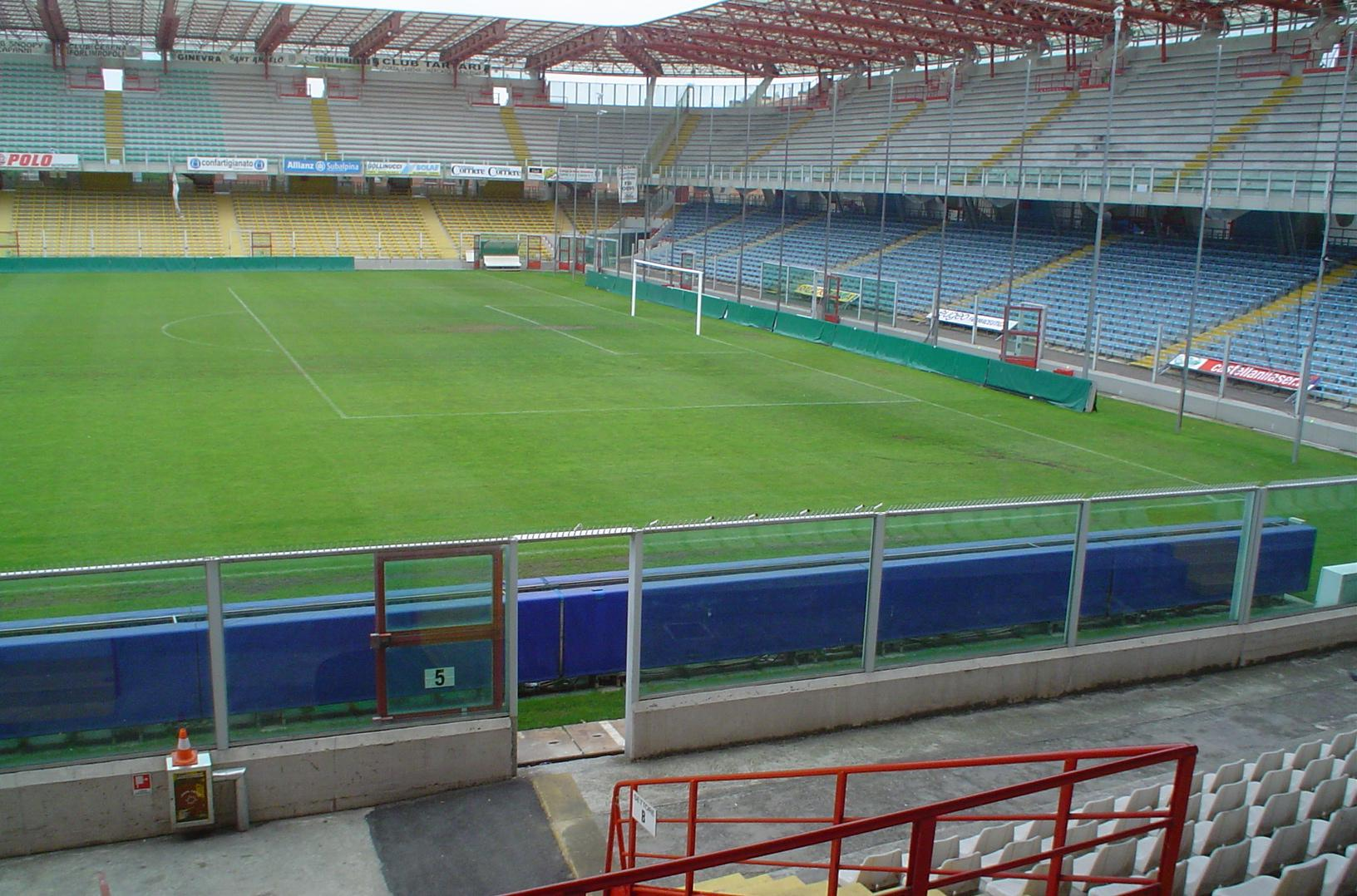
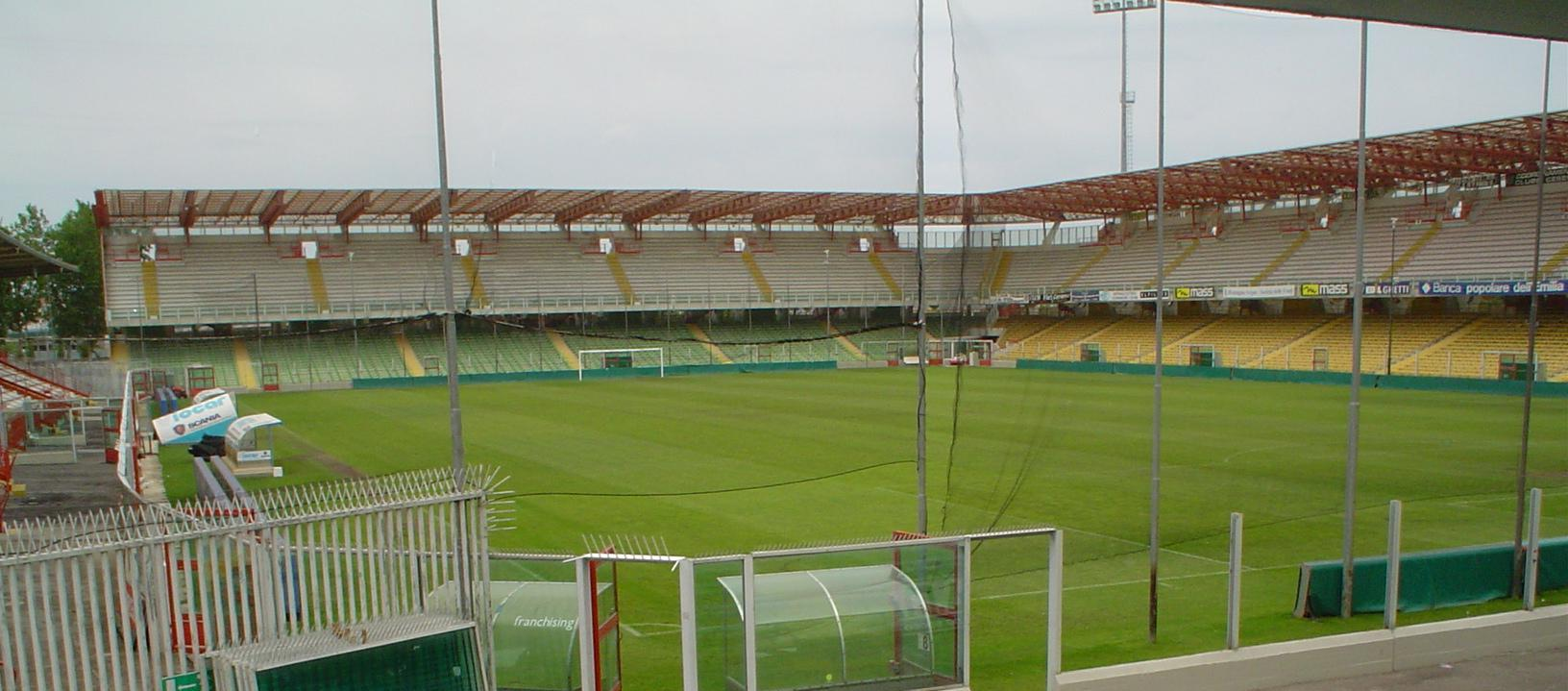
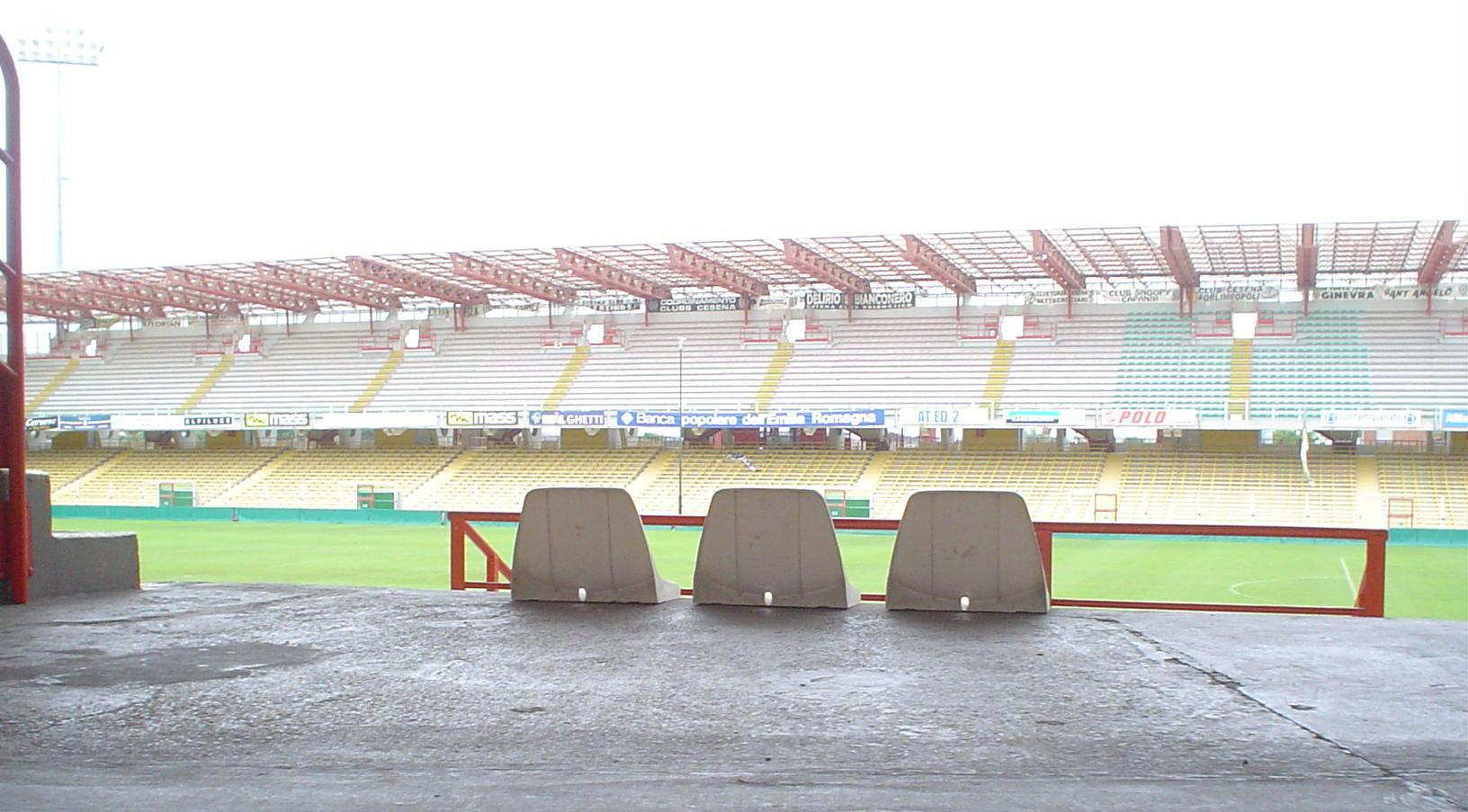
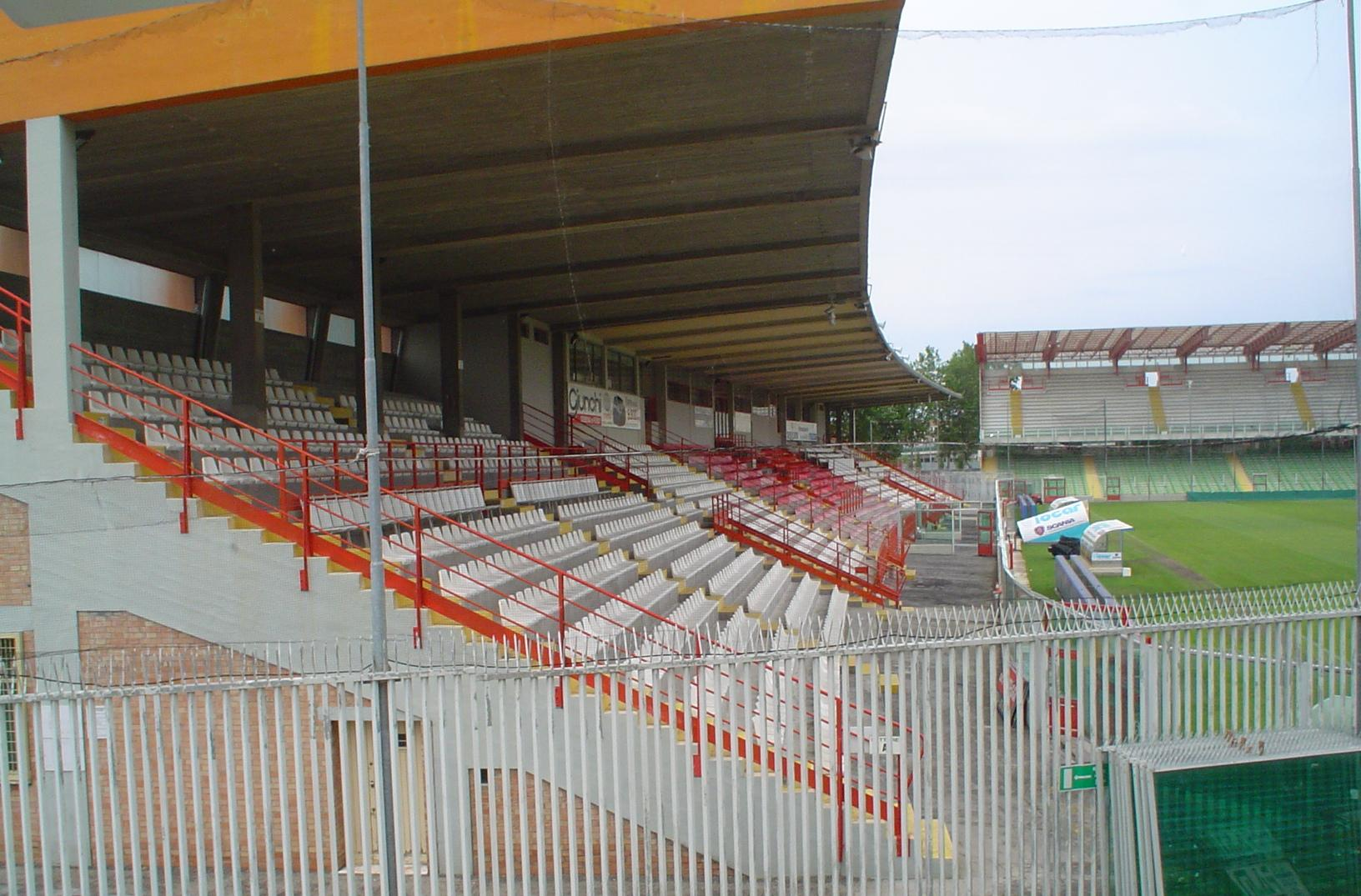